# Supercoppa belga 2011 (pallavolo femminile)
La Supercoppa belga 2011 si è svolta il 24 settembre 2011: al torneo hanno partecipato due squadre di club belghe e la vittoria finale è andata per la seconda volta al VDK Gent Damesvolleybalteam.

## Regolamento
Le squadre hanno disputato una gara unica.

## Squadre partecipanti
| Squadra            | Qualificazione                                       | Ultima partecipazione |
| ------------------ | ---------------------------------------------------- | --------------------- |
| Asteríx Kieldrecht | Vincitrice Liga A 2010-11 e Coppa del Belgio 2010-11 | Supercoppa belga 2010 |
| VDK Gent           | Finalista Coppa del Belgio 2010-11                   | Supercoppa belga 2008 |

## Torneo
| 24 settembre 2011 ?, Aalst Durata: ? - Spettatori: ? | VDK Gent | 3 - 2 | Asteríx Kieldrecht | 19-25, 25-20, 25-14, 22-25, 15-12 |